# Alcione Milano Società Sportiva 2025-2026
Questa voce raccoglie i dati riguardanti il Alcione Milano Società Sportiva nelle competizioni ufficiali della stagione 2025-2026.

## Stagione
Nella stagione 2024-2025 l’Alcione, alla prima esperienza tra i professionisti, arriva 12° in Serie C, appena fuori dai play-off promozione.
L'Alcione conferma l'allenatore Giovanni Cusatis in panchina.

## Maglie e sponsor
Lo sponsor tecnico è per il quarto anno Adidas.
L'Alcione conferma come main sponsor Banca del Fucino e come back sponsor Saratoga Int. Sforza S.p.A..
La prima divisa è come sempre arancione, la seconda è bianca, mentre la terza non è ancora stata presentata.
| Casa | Trasferta | Terza divisa |

## Organigramma societario
Area direttiva
- Patròn e presidente (tramite GM Sport Ventures): Giulio Gallazzi[6]
- Consiglieri: Piergiorgio Bottai e Fabio Artoni
- Direttore generale: Giacomo Gagliani
- Responsabile attività di base: Ivan Bresciani
- Responsabile impianti: Alberto Belloni
- Responsabile amministrativo: Anna Ornaghi
- Segretario generale: Lorenzo Tadini
- Responsabile social media: Mario Sironi

Area sportiva
- Direttore sportivo: Matteo Mavilla
- Direttore sportivo agonistica: Riccardo Bellotti

Area comunicazione
- Responsabile comunicazione: Mario Sironi

Area tecnica
- Allenatore: Giovanni Cusatis
- Allenatore in seconda: Davide Giubilini
- Team Manager: Stefano Frontini
- Dirigente: Bruno Podesta
- Preparatore dei portieri: Simon Carello
- Preparatore atletico: Federico Carmignani
- Magazziniere: Stefano Calligari
- Collaboratore tecnico: Mario Piccinocchi
- Magazziniere: Mouhamed Coly

Area sanitaria
- Fisioterapisti: Davide Marchetto

## Rosa
aggiornata al 28 luglio 2025.
| N. |                   | Ruolo | Calciatore          |
| -- | ----------------- | ----- | ------------------- |
| 3  | Italia (bandiera) | D     | Paolo Chierichetti  |
| 5  | Italia (bandiera) | D     | Armando Miculi      |
| 6  | Italia (bandiera) | D     | Daniele Ciappellano |
| 7  | Italia (bandiera) | C     | Guillaume Renault   |
| 11 | Italia (bandiera) | A     | Fabio Morselli      |
| 12 | Italia (bandiera) | P     | Ousmane Gueye       |
| 16 | Italia (bandiera) | C     | Jacopo Lanzi        |
| 20 | Italia (bandiera) | D     | Cristian Dimarco    |
| 21 | Italia (bandiera) | C     | Kevin Bright        |
| 22 | Italia (bandiera) | P     | Federico Agazzi     |
| 25 | Italia (bandiera) | D     | Filippo Pirola      |
| 29 | Italia (bandiera) | A     | Luigi Samele        |
| 31 | Italia (bandiera) | A     | Michele Marconi     |

| N. |                    | Ruolo | Calciatore         |
| -- | ------------------ | ----- | ------------------ |
| 33 | Italia (bandiera)  | C     | Andrea Invernizzi  |
| 94 | Italia (bandiera)  | D     | Filippo Bertolotti |
| 96 | Italia (bandiera)  | A     | Simone Palombi     |
|    | Italia (bandiera)  | D     | Giulio Scuderi     |
|    | Italia (bandiera)  | C     | Giorgio Galli      |
|    | Italia (bandiera)  | C     | Daniele Olivieri   |
|    | Francia (bandiera) | C     | Emerick Lopes      |
|    | Italia (bandiera)  | C     | Mattia Muroni      |
|    | Italia (bandiera)  | C     | Giuseppe Mazzola   |
|    | Italia (bandiera)  | C     | Riccardo Rebaudo   |
|    | Francia (bandiera) | A     | Jonathan Pitou     |
|    | Italia (bandiera)  | A     | Lorenzo Zini       |
|    | Italia (bandiera)  | A     | Luca Zamparo       |

## Calciomercato

### Sessione estiva (dal 01/07 al 01/09)
| Acquisti         | Acquisti         | Acquisti        | Acquisti                         |
| R.               | Nome             | da              | Modalità                         |
| ---------------- | ---------------- | --------------- | -------------------------------- |
| D                | Giulio Scuderi   | Pro Patria      | prestito                         |
| C                | Giorgio Galli    | Lucchese        | definitivo                       |
| C                | Emerick Lopes    | Sassuolo        | prestito                         |
| C                | Giuseppe Mazzola | Città di Varese | fine prestito                    |
| C                | Mattia Muroni    | Mantova         | definitivo                       |
| C                | Daniele Olivieri | Atletico Ascoli | definitivo                       |
| A                | Jonathan Pitou   | Pro Patria      | definitivo                       |
| A                | Luca Zamparo     | Vicenza         | prestito con obbligo di riscatto |
| Altre operazioni |                  |                 |                                  |
| R.               | Nome             | da              | Modalità                         |
| C                | Christin Foglio  | Vado            | fine prestito                    |
| C                | Riccardo Rebaudo | Caratese        | fine prestito                    |

| Cessioni         | Cessioni           | Cessioni      | Cessioni      |
| R.               | Nome               | a             | Modalità      |
| ---------------- | ------------------ | ------------- | ------------- |
| P                | Filippo Bacchin    | Casarano      | definitivo    |
| D                | Tommaso Caremoli   | Vado          | prestito      |
| D                | Giacomo Stabile    | Inter         | fine prestito |
| C                | Christin Acella    | Cremonese     | fine prestito |
| C                | Niccolò Bagatti    | Pro Patria    | definitivo    |
| C                | Luca Bertoni       |               | svincolato    |
| C                | Stefano Bonaiti    | Lecco         | svincolato    |
| C                | Andrea Pio Loco    |               | svincolato    |
| C                | Mario Piccinocchi  |               | fine carriera |
| A                | Gabriele Pessolani | Genoa         | fine prestito |
| Altre operazioni |                    |               |               |
| R.               | Nome               | a             | Modalità      |
| C                | Christin Foglio    | Castellanzese | definitivo    |

## Risultati

### Serie C

#### Girone di andata
| Sesto San Giovanni 24 agosto 2025, ore CEST 1ª giornata | Alcione | – | Triestina | Stadio Ernesto Breda |

| Cittadella 31 agosto 2025, ore CEST 2ª giornata | Cittadella | – | Alcione | Stadio Piercesare Tombolato |

| Sesto San Giovanni 7 settembre 2025, ore CEST 3ª giornata | Alcione | – | Lumezzane | Stadio Ernesto Breda |

| Fontanafredda 14 settembre 2025, ore CEST 4ª giornata | Dolomiti Bellunesi | – | Alcione | Stadio Omero Tognon |

| Sesto San Giovanni 21 settembre 2025, ore CEST 5ª giornata | Alcione | – | Renate | Stadio Ernesto Breda |

| Arzignano 24 settembre 2025, ore CEST 6ª giornata | Arzignano Valchiampo | – | Alcione | Stadio Tommaso Dal Molin |

| Ospitaletto 28 settembre 2025, ore CEST 7ª giornata | Ospitaletto | – | Alcione | Stadio Gino Corioni |

| Sesto San Giovanni 5 ottobre 2025, ore CEST 8ª giornata | Alcione | – | Vicenza | Stadio Ernesto Breda |

| Crema 12 ottobre 2025, ore CEST 9ª giornata | Pergolettese | – | Alcione | Stadio Giuseppe Voltini |

| Sesto San Giovanni 19 ottobre 2025, ore CEST 10ª giornata | Alcione | – | Inter U23 | Stadio Ernesto Breda |

| Gorgonzola 26 ottobre 2025, ore CET 11ª giornata | Giana Erminio | – | Alcione | Stadio Città di Gorgonzola |

| Sesto San Giovanni 2 novembre 2025, ore CET 12ª giornata | Alcione | – | Pro Patria | Stadio Ernesto Breda |

| Brescia 9 novembre 2025, ore CET 13ª giornata | Union Brescia | – | Alcione | Stadio Mario Rigamonti |

| Sesto San Giovanni 16 novembre 2025, ore CET 14ª giornata | Alcione | – | Novara | Stadio Ernesto Breda |

| Vercelli 23 novembre 2025, ore CET 15ª giornata | Pro Vercelli | – | Alcione | Stadio Silvio Piola |

| Sesto San Giovanni 30 novembre 2025, ore CET 16ª giornata | Alcione | – | Trento | Stadio Ernesto Breda |

| Lecco 7 dicembre 2025, ore CET 17ª giornata | Lecco | – | Alcione | Stadio Mario Rigamonti-Mario Ceppi |

| Sesto San Giovanni 14 dicembre 2025, ore CET 18ª giornata | Alcione | – | Virtus Verona | Stadio Ernesto Breda |

| Zanica 21 dicembre 2025, ore CET 19ª giornata | AlbinoLeffe | – | Alcione | AlbinoLeffe Stadium |

#### Girone di ritorno
| Trieste 4 gennaio 2026, ore CET 20ª giornata | Triestina | – | Alcione | Stadio Nereo Rocco |

| Sesto San Giovanni 11 gennaio 2026, ore CET 21ª giornata | Alcione | – | Cittadella | Stadio Ernesto Breda |

| Lumezzane 18 gennaio 2026, ore CET 22ª giornata | Lumezzane | – | Alcione | Stadio Tullio Saleri |

| Sesto San Giovanni 25 gennaio 2026, ore CET 23ª giornata | Alcione | – | Dolomiti Bellunesi | Stadio Ernesto Breda |

| Meda 1º febbraio 2026, ore CET 24ª giornata | Renate | – | Alcione | Stadio Mino Favini |

| Sesto San Giovanni 8 febbraio 2026, ore CET 25ª giornata | Alcione | – | Arzignano Valchiampo | Stadio Ernesto Breda |

| Sesto San Giovanni 11 febbraio 2026, ore CET 7ª giornata | Alcione | – | Ospitaletto | Stadio Ernesto Breda |

| Vicenza 15 febbraio 2026, ore CET 27ª giornata | Vicenza | – | Alcione | Stadio Romeo Menti |

| Sesto San Giovanni 22 febbraio 2026, ore CET 28ª giornata | Alcione | – | Pergolettese | Stadio Ernesto Breda |

| Monza 1º marzo 2026, ore CET 29ª giornata | Inter U23 | – | Alcione | Stadio Brianteo |

| Sesto San Giovanni 4 marzo 2026, ore CET 30ª giornata | Alcione | – | Giana Erminio | Stadio Ernesto Breda |

| Busto Arsizio 8 marzo 2026, ore CET 31ª giornata | Pro Patria | – | Alcione | Stadio Carlo Speroni |

| Sesto San Giovanni 15 marzo 2026, ore CET 32ª giornata | Alcione | – | Union Brescia | Stadio Ernesto Breda |

| Novara 22 marzo 2026, ore CET 33ª giornata | Novara | – | Alcione | Stadio Silvio Piola |

| Sesto San Giovanni 29 marzo 2026, ore CET 34ª giornata | Alcione | – | Pro Vercelli | Stadio Ernesto Breda |

| Trento 4 aprile 2026, ore CET 35ª giornata | Trento | – | Alcione | Stadio Briamasco |

| Sesto San Giovanni 12 aprile 2026, ore CEST 36ª giornata | Alcione | – | Lecco | Stadio Ernesto Breda |

| Verona 19 aprile 2026, ore CEST 37ª giornata | Virtus Verona | – | Alcione | Centro sportivo Mario Gavagnin-Sinibaldo Nocini |

| Sesto San Giovanni 26 aprile 2026, ore CEST 38ª giornata | Alcione | – | AlbinoLeffe | Stadio Ernesto Breda |

### Coppa Italia Serie C
| Busto Arsizio 17 agosto 2026, ore 18:00 CEST Primo turno eliminatorio | Pro Patria | – | Alcione | Stadio Carlo Speroni |

## Statistiche
Aggiornate all'30 luglio 2025 

### Statistiche di squadra
| Competizione         | Punti | In casa | In casa | In casa | In casa | In casa | In casa | In trasferta | In trasferta | In trasferta | In trasferta | In trasferta | In trasferta | Totale | Totale | Totale | Totale | Totale | Totale | DR |
| Competizione         | Punti | G       | V       | N       | P       | Gf      | Gs      | G            | V            | N            | P            | Gf           | Gs           | G      | V      | N      | P      | Gf     | Gs     | DR |
| -------------------- | ----- | ------- | ------- | ------- | ------- | ------- | ------- | ------------ | ------------ | ------------ | ------------ | ------------ | ------------ | ------ | ------ | ------ | ------ | ------ | ------ | -- |
| Serie C              | 0     | 0       | 0       | 0       | 0       | 0       | 0       | 0            | 0            | 0            | 0            | 0            | 0            | 0      | 0      | 0      | 0      | 0      | 0      | 0  |
| Coppa Italia Serie C | -     | 0       | 0       | 0       | 0       | 0       | 0       | 0            | 0            | 0            | 0            | 0            | 0            | 0      | 0      | 0      | 0      | 0      | 0      | 0  |
| Totale               | -     | 0       | 0       | 0       | 0       | 0       | 0       | 0            | 0            | 0            | 0            | 0            | 0            | 0      | 0      | 0      | 0      | 0      | 0      | 0  |

### Andamento in campionato
| Giornata  | 1 | 2 | 3 | 4 | 5 | 6 | 7 | 8 | 9 | 10 | 11 | 12 | 13 | 14 | 15 | 16 | 17 | 18 | 19 | 20 | 21 | 22 | 23 | 24 | 25 | 26 | 27 | 28 | 29 | 30 | 31 | 32 | 33 | 34 | 35 | 36 | 37 | 38 |
| --------- | - | - | - | - | - | - | - | - | - | -- | -- | -- | -- | -- | -- | -- | -- | -- | -- | -- | -- | -- | -- | -- | -- | -- | -- | -- | -- | -- | -- | -- | -- | -- | -- | -- | -- | -- |
| Luogo     | C | T |   |   |   |   |   |   |   |    |    |    |    |    |    |    |    |    |    |    |    |    |    |    |    |    |    |    |    |    |    |    |    |    |    |    |    |    |
| Risultato |   |   |   |   |   |   |   |   |   |    |    |    |    |    |    |    |    |    |    |    |    |    |    |    |    |    |    |    |    |    |    |    |    |    |    |    |    |    |
| Posizione |   |   |   |   |   |   |   |   |   |    |    |    |    |    |    |    |    |    |    |    |    |    |    |    |    |    |    |    |    |    |    |    |    |    |    |    |    |    |

Fonte:  Serie C - Girone A – Classifica giornata, su transfermarkt.it.
Legenda:

Luogo: C = Casa; T = Trasferta. Risultato: V = Vittoria; N = Pareggio; P = Sconfitta.